# Бауэр, Мельхиор
Мельхиор Бауэр (нем. Melchior Bauer; 1733 — ?) — немецкий изобретатель, пионер авиации. В манускрипте, написанном им в 1765 году, Бауэр предложил проект самолёта-мускулолёта.

## Краткая биография
Бауэр происходил из крестьянской семьи и был садовником. Будучи весьма религиозным, он проводил всё своё свободное время за изучением Библии. Изучая её, он, в частности, пришёл к выводу, что человеку предначертано быть владыкой трёх стихий — Земли, Воды и Воздуха:

Ибо Господь Бог прямо указывает, что мы, люди, должны ходить тремя путями, а именно: по земле, по воде и по воздуху. Одного его слова — достаточно, но так же и твари и всякие звери, которые живут на земле, указывают нам на это. Почему глупые комары и саранча должны быть вечно предпочтены разумным людям — детям божиим? Неужели люди хуже воронов, гусей, лебедей и аистов?
Такие размышления подвигли Мельхиора Бауэра к созданию проекта летательного аппарата — «крылатой колесницы», «в точности как та, которую зрел своими праведными очами пророк божий Иезекииль».
Прежде всего Мельхиор Бауэр видел в своём изобретении «победу и одоление на Папу антихристова и на нечестивых язычников», поэтому он решил представить свой проект протестантским государям. В 1763 году, вскоре после окончания Семилетней войны, Мельхиор Бауэр отправился в Англию к королю Георгу III, чтобы получить средства для строительства своего летательного аппарата, однако ему даже не удалось добиться аудиенции. Тогда он обратился к королю Пруссии Фридриху II и также получил отказ (военный советник короля Фридриха посоветовал ему побеспокоиться о собственном душевном здоровье). В 1765 году Бауэр послал свой манускрипт графу Рёйсс-Грайца Генриху XI, но приход его письма не был даже зарегистрирован. Таким образом, манускрипт Бауэра оказался затерян в архивах Грайца и был впоследствии найден в архиве Верхнего Замка Грайца в 1921 году. Сам же Бауэр в 1770 году ушёл из своего родного селения Ленич в неизвестном направлении.

## Летательный аппарат Мельхиора Бауэра
Аппарат Бауэра состоял из неподвижного крыла прямоугольной формы в плане, четырёхколёсной тележки, на которой должен был размещаться человек, и пропеллера, представляющего собой рамку с восемью парами небольших крылышек. Крыло крепилось к двум мачтам, установленным на тележку, посредством системы расчалок из медной проволоки, напоминающей расчалочные системы самолётов времён Первой мировой войны. К этим же двум мачтам крепилась и рамка пропеллера так, что она могла поворачиваться вокруг оси, параллельной продольной оси аппарата. Движущая сила должна была получаться при интенсивном качании рамки лётчиком. Управление аппаратом по тангажу и крену должно было осуществляться путём смещения центра тяжести аппарата. Для повышения устойчивости по крену было предусмотрено придание крылу аппарата небольшого поперечного V (то есть его концы были подняты несколько выше середины), что впоследствии нашло широкое применение в авиации. Для управления по курсу был предусмотрен руль-парус в задней части. В качестве основного материала для аппарата предлагалась древесина хвойных пород. Обшивку крыла, которая была односторонней и прикреплялась к каркасу крыла снизу, предполагалось выполнить из шёлковой ткани.
По мнению российского историка авиации Д. А. Соболева, проект Бауэра был первым проектом пилотируемого летательного аппарата, в котором неподвижное крыло использовалось для создания подъемной силы, а отдельный от него пропеллер — для образования движущей силы, то есть первым в мире проектом самолёта.
Мельхиор Бауэр предвидел большое будущее своего изобретения:

Как весь род человеческий ходит теперь по воде на снаряде Ноевом, так будет и с этой колесницей— 